# Primerigonina australis
Primerigonina australis là một loài nhện trong họ Linyphiidae.
Loài này thuộc chi Primerigonina. Primerigonina australis được Jörg Wunderlich miêu tả năm 1995.